# Chiesa dei Santi Filippo e Giacomo (Azzone)
La chiesa dei Santi Filippo e Giacomo è la parrocchiale di Azzone in provincia e diocesi di Bergamo; fa parte del vicariato di Vilminore.

## Storia

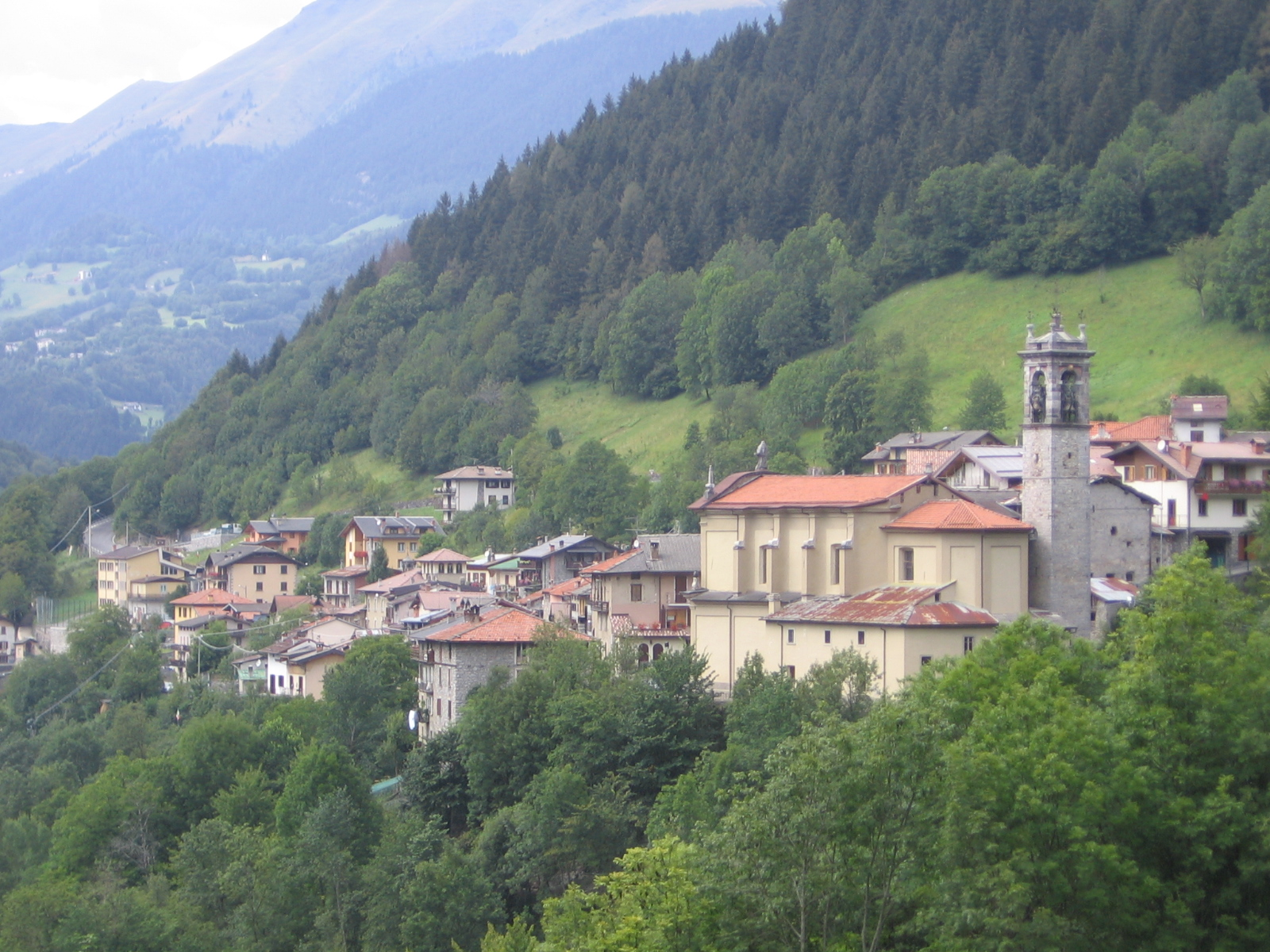
Panorama di Azzone con la sua chiesa parrocchiale.

La prima citazione della chiesa di Azzone, già definita parrocchiale, risale al 1575, nella relazione della visita pastorale dell'arcivescovo di Milano san Carlo Borromeo del 26 settembre. L'edificio di culto rientrava nella vicaria di Scalve. Allora i parrocchiani erano 415, scesi a 340 nel 1666. La nuova chiesa venne edificata tra il 1724 e il 1733, poi ampliata nel 1860.
Nel 1930 fu portata a termine la decorazione interna. Nel 1934 venne realizzato il nuovo altare maggiore e nel 1945 fu ristrutturata la cappella del fonte battesimale. Il 28 giugno 1971 la giurisdizione ecclesiastica mutò e la chiesa passò dalla soppressa vicaria di Vilminore entrò nella nuova zona pastorale I, per poi essere aggregata al vicariato di Vilminore, quando questo fu ricostituito il 27 maggio 1979. Nel 1986 le parrocchie di Santa Maria Maddalena di Dezzo e di San Rocco di Dosso furono soppresse e aggregate a quella di Azzone, che venne contestualmente riconsacrata ai Santi Filippo e Giacomo, Maria Maddalena e Rocco.  Nel 2007 fu ristrutturato il tetto dell'edificio.

## Descrizione

### Esterno
L'edificio di culto è preceduto da un ampio sagrato delimitato da un muretto completo di ringhiera e con pavimentazione a cubetti di porfido.
La facciata principale della chiesa si sviluppa su due ordini ed è tripartita da quattro lesene. L'ordine inferiore ospita centralmente il portale con paraste, architrave e timpano di forma triangolare spezzato in pietra bianca. L'ordine superiore ospita in due nicchie le statue dei santi titolari mentre la sezione centrale è caratterizzata da un'ampia finestra con contorno sagomato atta a illuminare l'aula interna. Il prospetto si conclude con il frontone, anche questo sagomato. Due pinnacoli laterali e la croce ferrea centrale coronano il frontone superiore. Le facciate laterali ospitano ulteriori ingressi.

### Interno
L'interno dell'edificio si compone di un'unica navata, sulla quale si affacciano le cappelle laterali introdotte da archi a tutto sesto e le cui pareti sono scandite da lesene sorreggenti la trabeazione sopra la quale s'imposta la volta; al termine dell'aula si sviluppa il presbiterio, a sua volta chiuso dall'abside semiottagonale..
L'opera di maggior pregio qui conservata è l'altare ligneo scolpito e intarsiato da Giovanni Giuseppe Piccini nel 1711, con le statue che raffigurano Sant'Antonio di Padova e Sant'Antonio Abate.